# Groen (politieke partij)
Groen is in België een Vlaamse, progressieve en groene politieke partij, die 6799 leden telt (2023). Pacifisme, sociale rechtvaardigheid, feminisme, diversiteit en ecologie (duurzame ontwikkeling) zijn drie pijlers van het Groen-programma. De partij noemt 'de kwaliteit van leven' de 'groene draad door haar programma'. Groen is in België een zusterpartij van het Frans- en Duitstalige Ecolo.
Van 1979 tot 15 november 2003 heette de partij Agalev. Daarna werd de naam Groen! Begin 2012 werd het uitroepteken weggelaten. Sinds eind 2024 is Bart Dhondt de voorzitter.

## Geschiedenis

### 2003-2012: Groen!

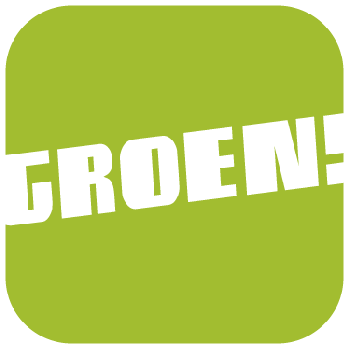
Logo van Groen!
(2003-2012)

Na een korte chaotische periode in de zomer van 2003 nam Vera Dua het roer over van Dirk Holemans en bracht de rust terug in het groene kamp. De zware klap voor de groenen had nog meer gevolgen: honderden nieuwe leden meldden zich aan. Intussen werd er getimmerd aan een nieuw inhoudelijk project. De sleutelwoorden van deze vernieuwde missie waren solidariteit, lange termijn en grenzen. Om de vernieuwing volop duidelijk te maken voor de buitenwereld koos men ook voor een nieuwe naam die meer gelijkenis vertoonde met die van de andere Europese groene partijen: Groen!
Op het congres van november 2003 werd het partij-jargon nog meer gemoderniseerd: Dua mocht zich als eerste groene voorzitter laten noemen in plaats van politiek secretaris. Voor het eerst mochten de groene verkiezingskandidaten ook persoonlijke affiches gebruiken. Ook enkele andere oude principes sneuvelden om efficiënter te kunnen werken. Desalniettemin bleef de uiteindelijke beslissingsmacht bij het ledencongres liggen. Een aantal bekende gezichten (zoals het Antwerps boegbeeld Fauzaya Talhaoui en de toenmalige minister Ludo Sannen) stapten vóór de verkiezingen van 2004 over naar het kartel sp.a - Spirit.

#### De verkiezingen van 2004 en 2007
Groen! koos voor de verkiezingen van 13 juni 2004 voor een gerichte campagne. Met als inzet "Vera zoekt… 280.000 mensen" werden alle creatieve en weinig kostende middelen ingezet voor een dynamische campagne. Groen! sprak haar kiezers rechtstreeks aan met de verkiezingsslogan "De bal ligt in uw kamp". Het was een spannende campagne, maar op de avond van de verkiezingen bleek dat Groen! het gehaald had: de partij haalde opnieuw scores die ruim boven de kiesdrempel uitstaken: 7,6% voor het Vlaamse, 9,8% voor het Brusselse en 8% voor het Europees Parlement. In Limburg slaagde de partij er echter niet in om de kiesdrempel te halen.
Na de verkiezingen besliste de partij om in de oppositie te gaan. In de periode na de verkiezingen van 2004 keerde de rust een beetje weer in de partij. Ondanks het feit dat de financiële en personele gevolgen van de nederlaag van 2003 nog zwaar doorwogen, werd er gewerkt aan de versterking van de partij met het oog op de volgende jaren. Er werd sterk geïnvesteerd in inhoud met congressen in 2005 en 2006.
Bij de federale verkiezing in 2007 slaagde Groen! er in terug in Kamer en Senaat te komen. In 2007 had Groen! vier zetels in de Kamer van volksvertegenwoordigers, twee in de Senaat, zes in het Vlaams Parlement, één in het Brusselse en één in het Europees Parlement. In het Europees Parlement zetelde ex-Volksunie-Europarlementariër Bart Staes voor De Groenen/Vrije Europese Alliantie; samen met onder andere het Nederlandse GroenLinks.
Op 10 november 2007 werd tijdens een partijcongres een opvolger gekozen voor partijvoorzitster Vera Dua. Tussen zes kandidaten werd Mieke Vogels in twee stemronden verkozen.

#### De verkiezingen van 2009 en de opname van SLP
Na de Vlaamse verkiezingen op 7 juni 2009 vergrootte Groen! zijn aantal zetels in het Vlaams Parlement van 6 naar 7. Na de Europese verkiezingen die ook op 7 juni gehouden werden, bleef Bart Staes de enige vertegenwoordiger in het Europees Parlement voor de Vlaamse groene partij.
Eind 2009 beslisten zowel Groen! als de Sociaal-Liberale Partij dat SLP voortaan deel zou uitmaken van Groen! Niet iedereen ging daar echter mee akkoord: ex-minister Jef Tavernier en Rita Brauwers, fractieleidster in de Brugse gemeenteraad, verlieten uit onvrede de partij.
In het voorjaar van 2008 werd Wouter Van Besien, die bij de voorzittersverkiezingen tweede was, aangeduid als ondervoorzitter. Op 25 oktober 2009 volgde hij Mieke Vogels - die ontslag nam - op als voorzitter, terwijl Björn Rzoska ondervoorzitter werd. In 2013 werd die laatste opgevolgd door Elke Van den Brandt.

### 2012-heden: Groen

Logo van Groen
(2012-2022)

Op 11 januari 2012 veranderde de naam "Groen!" in "Groen". De partij nam ook een nieuw logo en een nieuwe ondertitel aan: "Werkt voor iedereen".
Bij de lokale verkiezingen van 14 oktober 2012 slaagde de partij erin voor het eerst op provinciaal niveau deel uit te maken van het bestuur, namelijk in Vlaams-Brabant. Op zaterdag 15 december 2012 legde Luc Robijns de eed af als provinciaal gedeputeerde. Hij werd in september 2014 opgevolgd door Tie Roefs. Na de lokale verkiezingen van 14 oktober 2018 werd Riet Gillis de eerste gedeputeerde van Groen in het provinciebestuur van Oost-Vlaanderen. Ondanks electorale vooruitgang in Vlaams-Brabant werd Groen er niet meer opgenomen in de nieuwe provinciale bestuurscoalitie.

#### De Vlaamse, federale en Europese verkiezingen van 26 mei 2019

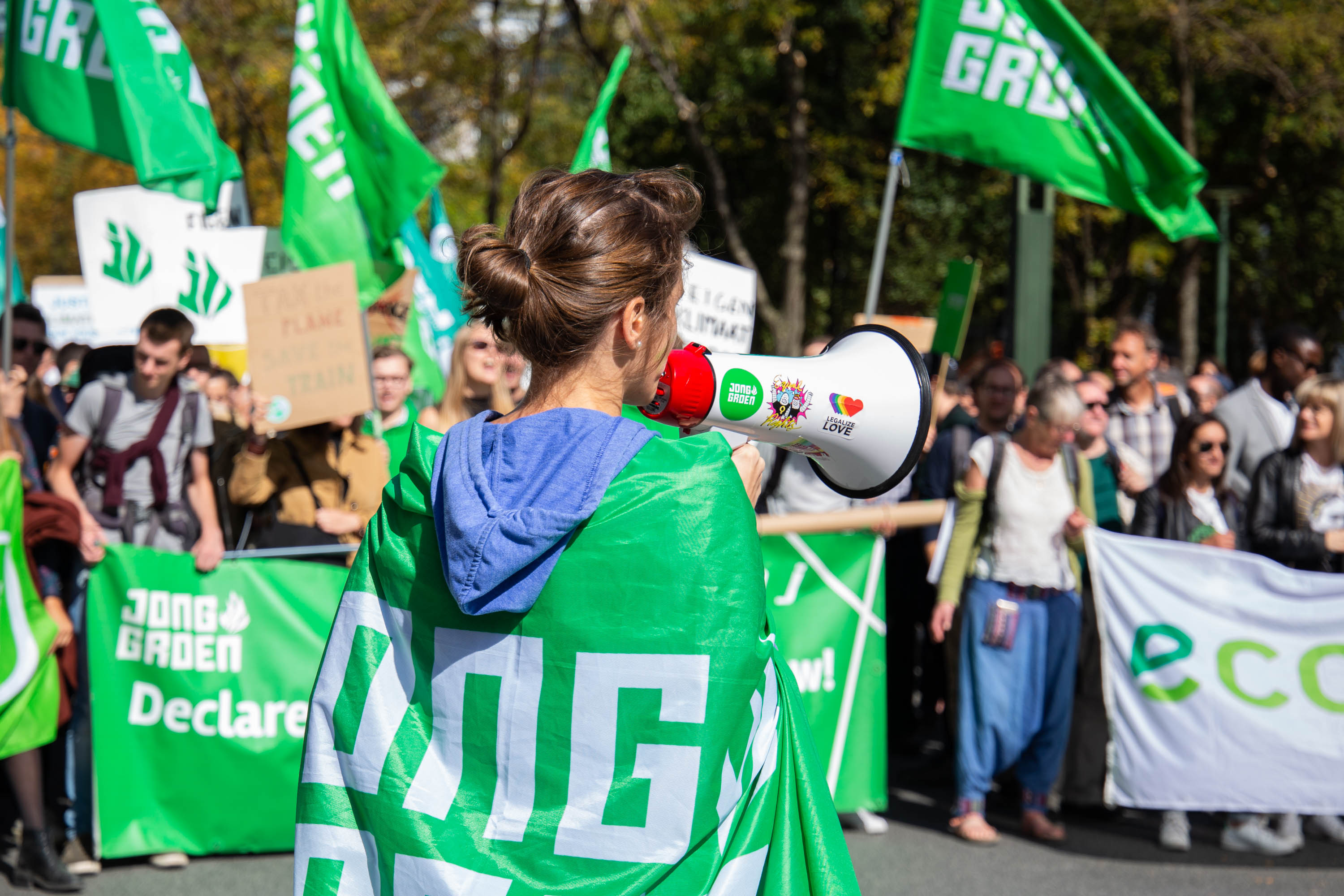
Jong Groen op een klimaatbetoging, 20 september 2019

Sinds begin 2019 waren milieu en ecologie uitgegroeid tot een van de belangrijkste politieke thema's met bijzonder veel persaandacht voor onder meer de klimaatstakingen en diverse klimaatbetogingen. De partij had de beweging ontstaan rond Anuna De Wever ook van bij de start ondersteund en aangemoedigd. Toen peilingen in het voorjaar van 2019 Groen tot 16% deden pieken, met eventuele uitschieters richting 19% rekening houdend met de foutenmarge, waren de verwachtingen zeer hoog gespannen. Die verwachtingen werden echter niet ingelost: ongeveer 10 procent in het Vlaams Parlement en net geen 10 procent in de Kamer. De partij boekte daarmee een winst van iets meer dan een procentpunt op Vlaams niveau en ongeveer een procentpunt op federaal niveau. Ten opzichte van de lokale verkiezingen van 14 oktober 2018 ging de partij zelfs achteruit. Analisten linkten dit verlies mede aan twee dossiers waar de partij niet lang voor de stemslag in het defensief werd gedrongen: het afschaffen van het fiscaal interessante statuut van de salariswagen enerzijds en het invoeren van een vermogenskadaster anderzijds. Dat laatste werd op basis van de tekst die de partij in de memorie van toelichting neerschreef door Het Laatste Nieuws omschreven als: "Je moet elke fles wijn in je kelder en elk boek in je kast aangeven", wat nuancering verdiende.
Toch was de balans positief: met in totaal 28 parlementsleden, waarvan 11 nieuwkomers, had Groen nog nooit zo veel verkozenen. Ook de Kamerfractie gebundeld met de Franstalige zusterpartij Ecolo, heeft met 21 leden, de grootste groene fractie ooit. Ze maakt deel uit van de meerderheid van de nieuwe federale regering-De Croo die aantrad op 1 oktober 2020. In het Brussels Hoofdstedelijk Gewest was Groen de grootste Vlaamse partij geworden en de partij trad toe tot de regering-Vervoort III, waarbij minister Elke Van den Brandt tevens het ministerieel college van de Vlaamse Gemeenschapscommissie voorzat.

#### Nieuwe voorzitters, logo en slogan in 2022
Op 11 juni 2022 kozen leden van Groen voor het eerst twee covoorzitters aan het hoofd van de partij. Nadia Naji en Jeremie Vaneeckhout namen de fakkel over van Meyrem Almaci. In augustus 2022 stelde Groen een nieuw, veelkleurig logo voor om te benadrukken dat de partij zich niet enkel op milieu, klimaat en natuur wil focussen, maar ook op thema’s zoals gezondheid, welzijn en de strijd tegen ongelijkheid. De nieuwe slogan luidde Groen is meer dan Groen.
Bij de verkiezingen van 2024, zowel Vlaams en federaal (juni) als lokaal (oktober), boerde Groen achteruit. Alleen bij de verkiezingen voor het Brussels gewest was het resultaat positief: Groen werd er de grootste Nederlandstalige partij. Ook bij de lokale verkiezingen in het gewest hield de partij stand. Vaneeckhout en Naji stelden zich na de teleurstellende uitslag niet meer kandidaat voor de voorzittersverkiezingen in december 2024.

## Standpunten
De partij combineert een sterk milieu- en klimaatbeleid met inzetten op sociale rechtvaardigheid. Verder zet het in op kwaliteit van leven en het beschermen van de mensenrechten.

### Klimaat, energie en milieu
- De uitstoot van broeikasgassen in België verminderen met minstens 55% tegen 2030 en met 95% tegen 2040 en klimaatneutraliteit tegen 2050. Fossiele subsidies moeten afgebouwd worden.
- Een volledig hernieuwbare energievoorziening vóór 2050.
- Het energieverbruik in België verminderen met efficiëntiemaatregelen zoals huizen isoleren, door zoveel mogelijk te elektrificeren en in te zetten op energie-efficiëntie van apparaten.
- Elektriciteit een kwart goedkoper maken door alle accijnzen op elektriciteit te verschuiven naar fossiele brandstoffen. Zo worden ecologische keuzes zoals verwarmen met een warmtepomp goedkoper gemaakt.
- Burgercoöperaties op vlak van energie stimuleren, bijvoorbeeld ervoor zorgen dat nieuwe windprojecten op land voor een groot stuk in directe eigendom zijn van de lokale gemeenschap.
- 10.000 hectare bos erbij tegen 2030.
- Een kleinere veestapel in Vlaanderen als manier om de stikstofcrisis op te lossen.
- Meer groene speelplaatsen en speeltuinen.

### Mobiliteit
- Meer investeren in duurzame mobiliteit, zoals fietsinfrastructuur, openbaar vervoer en gedeelde mobiliteitsoplossingen. Hiermee wil de partij de files verminderen, de luchtkwaliteit verbeteren en de klimaatimpact van mobiliteit verminderen.

### Sociaal beleid
- Verschuiven van de belastingen op arbeid naar belastingen op vervuiling en grote vermogens (bvb via een vermogensbelasting).
- Een hoger minimumloon.
- Wachtlijsten in de gezondheidszorg wegwerken en psychologische hulp goedkoper maken.

### Ethische standpunten
- Progressieve standpunten op vlak van lgbt-rechten, euthanasie en abortus.
- Voorstander van de legalisering van cannabis.[15]

### Democratie
- Burgers meer inspraak geven, bijvoorbeeld via gelote burgerpanels (deliberatieve democratie).
- Stemrecht voor 16-jarigen.
- Verlaging van de partijfinanciering.

### Europese Unie
- Een sterke voorstander van de Europese Unie en pleit voor een verdere Europese integratie met een grotere rol voor het Europees Parlement.
- Een einde aan de vetorechten van individuele lidstaten bij het maken van Europese wetgeving.
- Een groter eigen Europees budget.
- Lidstaten die de rechtsstaat afbreken, zoals in Hongarije, het stemrecht in de Europese Unie ontnemen.
- Samenwerking rond defensie verder versterken op Europees niveau.

### Wonen en ruimtelijke ordening
- De betonstop (of bouwshift) wettelijk verankeren en uitvoeren.
- Renteloze leningen op maat voor wie onvoldoende middelen heeft, zodat isolatie, zonnepanelen of een warmtepomp voor meer mensen betaalbaar wordt.
- Wooncoöperaties aanmoedigen, net als modellen zoals een community land trust.
- Een einde maken aan dakloosheid volgens het principe van ‘housing first’. Pas met een dak boven het hoofd kunnen voormalige daklozen ook de rest van hun leven in handen nemen.
- Bodems meer ontharden, bijvoorbeeld het ontharden van voortuinen stimuleren zodat water beter infiltreert en er zo minder kans is op overstromingen.

## Structuur

### (Voormalige) partijvoorzitters en ondervoorzitters

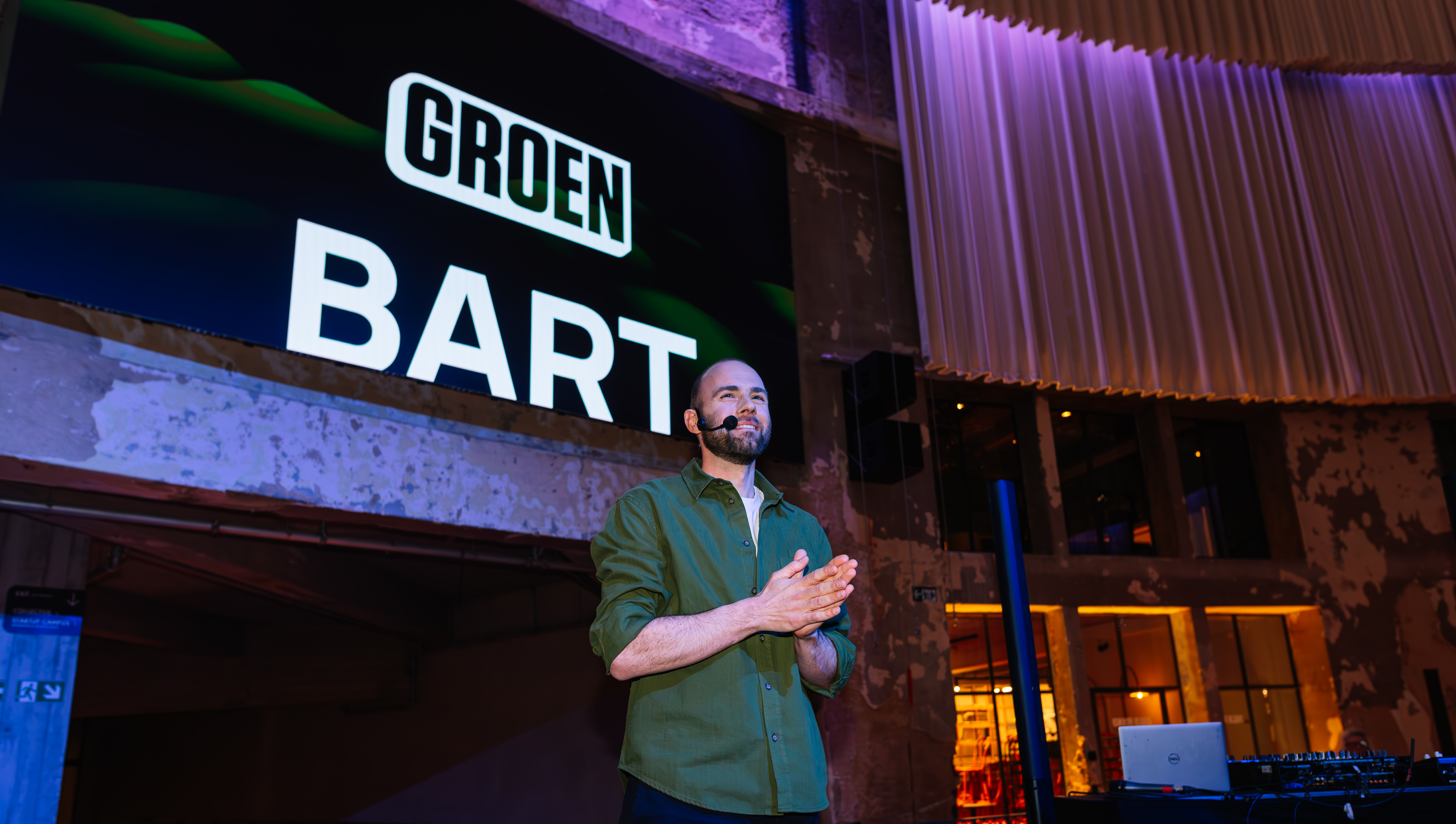
Voorzitter Bart Dhondt op de nieuwjaarsreceptie van Groen.

Agalev, zoals de partij tot 2003 heette, kende geen echte partijvoorzitter. Zowel het wekelijkse Uitvoerend Comité (partijbestuur) als de maandelijkse Stuurgroep (partijraad) werden voorgezeten door een gespreksleider. Het dagelijks bestuur lag bij de secretaris(sen) enerzijds en de fractieleiders in de parlementen anderzijds. De voorzitter en ondervoorzitter worden door de leden op een congres verkozen voor een termijn van vijf jaar. Zij moeten een verschillende genderidentiteit hebben.
| Voorzitter(s)                  | Periode                             | Verkiezing                   | Ondervoorzitter                                                                |
| ------------------------------ | ----------------------------------- | ---------------------------- | ------------------------------------------------------------------------------ |
| Vera Dua                       | 15 november 2003 – 10 november 2007 | Verkozen op 15 november 2003 | niet van toepassing                                                            |
| Mieke Vogels                   | 10 november 2007 – 24 oktober 2009  | Verkozen op 10 november 2007 | Wouter Van Besien (vanaf 17 mei 2008)                                          |
| Wouter Van Besien              | 24 oktober 2009 – 15 november 2014  | Verkozen op 24 oktober 2009  | Björn Rzoska (tot 19 januari 2013) Elke Van den Brandt (vanaf 19 januari 2013) |
| Meyrem Almaci                  | 15 november 2014 – 11 juni 2022     | Verkozen op 15 november 2014 | Jeremie Vaneeckhout                                                            |
| Meyrem Almaci                  | 15 november 2014 – 11 juni 2022     | Herkozen op 19 oktober 2019  | Dany Neudt                                                                     |
| Nadia Naji Jeremie Vaneeckhout | 11 juni 2022 – 19 december 2024     | Verkozen op 11 juni 2022     | niet van toepassing                                                            |
| Bart Dhondt                    | 19 december 2024 - heden            | Verkozen op 19 december 2024 | Natacha Waldmann                                                               |

## Politieke mandaten

### Verleden

#### Federale regeringsdeelnames
| Regering | Premier           | Partijen                                | Periode   |
| -------- | ----------------- | --------------------------------------- | --------- |
| De Croo  | Alexander De Croo | Open Vld/MR, sp.a/PS, Groen/Ecolo, CD&V | 2020-2025 |

#### Vlaamse regeringsdeelnames
| Regering        | Minister-president | Partijen                  | Periode   |
| --------------- | ------------------ | ------------------------- | --------- |
| Regering-Somers | Bart Somers        | VLD, sp.a, Groen!, Spirit | 2003-2004 |

#### Brusselse regeringsdeelnames
| Regering              | Minister-president | Partijen                                               | Periode    |
| --------------------- | ------------------ | ------------------------------------------------------ | ---------- |
| Regering-Picqué IV    | Charles Picqué     | Open Vld, CD&V, Groen, PS, cdH, Ecolo                  | 2009-2013  |
| Regering-Vervoort I   | Rudi Vervoort      | Open Vld, CD&V, Groen, PS, cdH, Ecolo                  | 2013-2014  |
| Regering-Vervoort III | Rudi Vervoort      | PS, Ecolo en DéFI, Groen, Open Vld, one.brussels-sp.a. | 2019-heden |

#### Gewezen ministers
Minister en staatssecretaris van Groen waren:
- Jef Tavernier
- Adelheid Byttebier
- Bruno De Lille
- Petra De Sutter
- Ludo Sannen
- Tinne Van der Straeten

### Heden

#### Uitvoerende macht

##### Brusselse regering
| Brusselse regering Vervoort III | Brusselse regering Vervoort III | Brusselse regering Vervoort III                                |
| Functie                         | Naam                            | Bevoegdheid                                                    |
| ------------------------------- | ------------------------------- | -------------------------------------------------------------- |
| Minister                        | Elke Van den Brandt             | Minister van Mobiliteit, Openbare Werken en Verkeersveiligheid |

#### Wetgevende macht

##### Europees Parlement
- Sara Matthieu

##### Federaal parlement

###### Kamer van volksvertegenwoordigers
- Staf Aerts
- Meyrem Almaci
- Petra De Sutter
- Dieter Van Besien
- Matti Vandemaele
- Tinne Van der Straeten
- Stefaan Van Hecke (fractievoorzitter)

###### Senaat
- Celia Groothedde (fractievoorzitter)
- Eva Platteau

##### Brussels Hoofdstedelijk Parlement
- Stijn Bex
- Celia Groothedde
- Emile Luhahi
- Lotte Stoops

##### Vlaams Parlement
- Fourat Ben Chikha
- Kim Buyst
- Aimen Horch
- Bram Jaques
- Nadia Naji
- Eva Platteau
- Mieke Schauvliege (fractievoorzitter)
- Bogdan Vanden Berghe
- Jeremie Vaneeckhout

#### Provincieraadsleden
- Barbara de Bakker
- Sarah De Bruecker
- Veerle Dejaeghere
- Elisabet Dooms
- Riet Gillis
- Liesbeth Jodts
- Andries Neirynck
- Ingrid Pira
- Daan Reydams
- Tie Roefs
- Ilse Van Dienderen
- Hanna Van Steenkiste
- Joost Venken

#### Burgemeesters
- Mortsel: Michiel Hubeau

#### Districtsburgemeesters
- Borgerhout: Mariam El Osri

### Resultaten lokale verkiezingen

#### 2006-2012
| Antwerpen       | 7,83% | 86.214 | 4 / 84 |
| Limburg         | 4,63% | 24.957 | 0 / 75 |
| Oost-Vlaanderen | 9,12% | 88.456 | 4 / 84 |
| Vlaams-Brabant  | 8,49% | 58.480 | 7 / 84 |
| West-Vlaanderen | 6,76% | 53.969 | 2 / 84 |

| Groen-burgemeesters                  | 2 / 308     |
| Groen-schepenen                      | 28 / 1.578  |
| Groen-verkozenen in de gemeenteraden | 247 / 7.350 |
| Groen-verkozenen in de districtraden | 18 / 211    |
| Groen-verkozenen in de OCMW-raden    | 91 / 3.131  |

#### 2012-2018
| Antwerpen       | 9,27%  | 102.414 | 6 / 72 |
| Limburg°        | 20,10% | 108.748 | 2 / 63 |
| Oost-Vlaanderen | 9,04%  | 87.380  | 6 / 72 |
| Vlaams-Brabant  | 9,60%  | 66.038  | 7 / 72 |
| West-Vlaanderen | 7,47%  | 59.121  | 4 / 72 |

° In Limburg trok Groen in kartel met sp.a naar de kiezer.

#### 2018-2024
| Antwerpen       | 14,3% | 163.193 | 5 / 36 |
| Limburg         | 8,5%  | 46.952  | 1 / 31 |
| Oost-Vlaanderen | 14,0% | 138.859 | 5 / 36 |
| Vlaams-Brabant  | 15,1% | 106.741 | 6 / 36 |
| West-Vlaanderen | 12,2% | 97.576  | 4 / 36 |

#### 2024-2030
| Antwerpen       | 10,1% | 81.116 | 3 / 36 |
| Limburg         | 5,0%  | 19.672 | 1 / 31 |
| Oost-Vlaanderen | 11,9% | 86.732 | 4 / 36 |
| Vlaams-Brabant  | 10,1% | 52.689 | 3 / 36 |
| West-Vlaanderen | 7,3%  | 42.050 | 2 / 36 |

## Bekende (ex-)leden
- Magda Aelvoet
- Meyrem Almaci
- Fatima Bali
- Luc Barbé
- Wilfried Bervoets
- Stijn Bex
- Janine Bischops[17]
- Eddy Boutmans
- Eva Brems
- Adelheid Byttebier
- Kristof Calvo
- Bart Caron
- Rudi Daems
- Paskal Deboosere
- Joke Devynck
- Bruno De Lille
- Jacinta De Roeck
- Wouter De Vriendt
- Ludo Dierickx
- Vera Dua
- Fernand Geyselings
- Jos Geysels
- Eloi Glorieux
- Toon Hermans
- Dirk Holemans
- Peter Tom Jones
- Tom Kestens
- Els Keytsman
- Tom Lanoye
- Geert Lambert
- Annemie Maes
- Johan Malcorps
- Elisabeth Meuleman
- Els Olaerts
- Dirk Peeters
- Marijke Pinoy
- Ingrid Pira
- Freya Piryns
- Björn Rzoska
- Hermes Sanctorum
- Ludo Sannen
- Bart Slegers
- Patsy Sörensen
- Bart Staes
- Paul Staes
- Jos Stassen
- Fauzaya Talhaoui
- Jef Tavernier
- Patrice Toye[17]
- Jef Ulburghs
- Lode Vanoost
- Wouter Van Besien
- Peter Vanhoutte
- Tinne Van der Straeten
- Luckas Vander Taelen
- Tine Van den Brande
- Elke Van den Brandt
- André Van de Vyver
- Hugo Van Dienderen
- Stefaan Van Hecke
- Marcel Vanthilt[17]
- Els Van Weert
- Mieke Vogels
- Steven Vromman
- Filip Watteeuw
- Joos Wauters
- Evita Willaert